# Дюранд, Кевин
Ке́вин Серж Дюра́нд (англ. Kevin Serge Durand, род. 14 января 1974, Тандер-Бэй) — канадский актёр кино и телевидения, известный благодаря таким фильмам, как «Широко шагая», «Реальные кабаны», «Люди Икс: Начало. Росомаха», «Козырные тузы» «Легион», «Я — четвёртый», «Живая сталь» а также по сериалам «Остаться в живых» и «Штамм».

## Биография
Кевин Дюранд родился в Онтарио, Канада. Кевин окончил среднюю школу Святого Игнатия в Тандер-Бей. Он прекрасно говорит на английском и французском языке, но больше предпочитает говорить по-французски.

### 1990-е
Кевин Дюранд начал свою актёрскую карьеру в 1994 году. Он играет острохарактерные, как правило, отрицательные роли: преступников, наёмников и различных головорезов. В 1999 году сыграл представителя Гоа’улдов Зипакну в телесериале «Звёздные врата: SG-1», в этом же году появился в фильме «Остин Пауэрс: Шпион, который меня соблазнил».

### 2000-е
В 2000-х годах исполнил множество ролей в разных телесериалах, среди них: «Скорая помощь», «За гранью возможного», «Андромеда», «Тёмный ангел», «Мёртвые, как я», «C.S.I.: Место преступления», «Кайл XY», «C.S.I.: Место преступления Майами». Кевина всё чаще стали приглашать сниматься не только в телесериалах, но и в художественных фильмах. В 2004 году он снялся в фильмах «Эффект бабочки» и «Широко шагая».
В 2008 году исполнил роль жестокого наёмника Мартина Кими в сериале «Остаться в живых». Его персонаж впервые появился в четвёртом сезоне и выбыл в нём же. После ухода из сериала, Дюранд ещё раз был приглашён в него на два эпизода.
В 2009 году исполнил роль Фреда Дьюкса в фильме «Люди Икс: Начало. Росомаха».
В 2010 году он появился в фильмах «Легион» и «Робин Гуд».

### 2010-е
В 2011 году на экраны вышли сразу два фильма с участием Дюранда — «Я — четвёртый» и «Живая сталь». В 2012 году вышли фильмы «Космополис» и «Обитель зла: Возмездие», в которых актёр исполнил ведущие роли. В настоящее время снимается в сериалах «Штамм» и «Викинги».

## Личная жизнь
С 1 октября 2010 года Кевин женат на Сандре Чо. У супругов есть дочь — Амели Мун Дюранд (род.30.08.2015).

## Фильмография
| Год       |    | Русское название                            | Оригинальное название                 | Роль                       |
| --------- | -- | ------------------------------------------- | ------------------------------------- | -------------------------- |
| 1999      | ф  | Остин Пауэрс: Шпион, который меня соблазнил | Austin Powers: The Spy Who Shagged Me | убийца                     |
| 1999      | ф  | Тайна Аляски                                | Mystery, Alaska                       | «Tree» Лэйн                |
| 2000      | с  | За гранью возможного                        | The Outer Limits                      | Алан                       |
| 2000      | с  | Скорая помощь                               | ER                                    | мистер Муни                |
| 2000—2002 | с  | Звёздные врата: SG-1                        | Stargate SG-1                         | Зипакна                    |
| 2001—2002 | с  | Тёмный ангел                                | Dark Angel                            | Джошуа                     |
| 2001—2005 | с  | Андромеда                                   | Andromeda                             | Элизиан / VX               |
| 2002      | в  | К-9 III: Частные детективы                  | K-9: P.I.                             | агент Вернер               |
| 2002      | с  | Похищенные                                  | Taken                                 | бездомный парень в поезде  |
| 2003      | с  | Мёртвые, как я                              | Dead Like Me                          | Чак                        |
| 2004      | ф  | Эффект бабочки                              | Butterfly Effect                      | Карлос                     |
| 2004      | с  | Прикосновение зла                           | Touching Evil                         | агент Джей Суопс           |
| 2004      | ф  | Скуби-Ду 2: Монстры на свободе              | Scooby-Doo 2: Monsters Unleashed      | призрак Чёрного Рыцаря     |
| 2004      | ф  | Широко шагая                                | Walking Tall                          | Бут                        |
| 2005      | с  | Коллекционер человеческих душ               | The Collector                         | Дьявол / водитель автобуса |
| 2005      | с  | C.S.I.: Место преступления                  | CSI: Crime Scene Investigation        | Коннор Дейли               |
| 2006      | ф  | Дом большой мамочки 2                       | Big Momma’s House 2                   | Ошима                      |
| 2006      | с  | Мёртвая зона                                | The Dead Zone                         | Кэбот                      |
| 2006      | с  | Кайл XY                                     | Kyle XY                               | полицейский                |
| 2006      | с  | Без следа                                   | Without a Trace                       | Трэвис Холт                |
| 2006      | ф  | Козырные тузы                               | Smokin' Aces                          | Дживс Тремор               |
| 2006      | тф | 12 часов чтобы жить                         | 12 Hours to Live                      | Джон Карл Лоуман           |
| 2007      | ф  | Реальные кабаны                             | Wild Hogs                             | Рэд                        |
| 2007      | ф  | Кто твоя обезьянка?                         | Who’s Your Monkey?                    | Рид                        |
| 2007      | с  | C.S.I.: Место преступления Майами           | CSI: Miami                            | Майк Ньюберри              |
| 2007      | с  | Акула                                       | Shark                                 | Рик Каррис                 |
| 2007      | ф  | Поезд на Юму                                | 3:10 to Yuma                          | Такер                      |
| 2008      | ф  | Эхо                                         | The Echo                              | Уолтер                     |
| 2008—2010 | с  | Остаться в живых                            | Lost                                  | Мартин Кими                |
| 2009      | ф  | Люди Икс: Начало. Росомаха                  | X-Men Origins: Wolverine              | Фред Дж. Дьюкс / Пузырь    |
| 2010      | ф  | Легион                                      | Legion                                | Архангел Гавриил           |
| 2010      | ф  | Робин Гуд                                   | Robin Hood                            | Малыш Джон                 |
| 2011      | ф  | Я — четвёртый                               | I Am Number Four                      | командир могадорианов      |
| 2011      | ф  | Живая сталь                                 | Real Steel                            | Рики                       |
| 2011      | ф  | Гражданин гангстер                          | Citizen Gangster                      | Ленни Джексон              |
| 2012      | ф  | Космополис                                  | Cosmopolis                            | Торвал                     |
| 2012      | ф  | Обитель зла: Возмездие                      | Resident Evil: Retribution            | Барри Бёртон               |
| 2012      | ф  | Тёмная правда                               | The Truth                             | Торранс Машинтер           |
| 2013      | ф  | Станция «Фрутвейл»                          | Fruitvale Station                     | офицер Карузо              |
| 2013      | ф  | Узел дьявола                                | Devil’s Knot                          | Джон Марк Байерс           |
| 2013      | ф  | Орудия смерти: Город костей                 | The Mortal Instruments: City of Bones | Эмиль Пангборн             |
| 2014      | ф  | Любовь сквозь время                         | Winter’s Tale                         | Цезарь Тан                 |
| 2014      | ф  | Пленница                                    | The Captive                           | Мика                       |
| 2014      | ф  | Ной                                         | Noah                                  | Рамил                      |
| 2014      | ф  | Ночь была темна                             | Dark Was the Night                    | шериф Пол Шилдс            |
| 2014—2016 | с  | Штамм                                       | The Strain                            | Василий Фет                |
| 2014      | ф  | Последний друид: Войны гармов               | Garm Wars: The Last Druid             | Скелиг-58                  |
| 2015—2016 | с  | Викинги                                     | Vikings                               | Харбард                    |
| 2017      | ф  | Убить за лайк                               | Tragedy Girls                         | Лоуэлл Орсон Леманн        |
| 2018      | ф  | Мистер Олимпия                              | Bigger                                | Билл Хоук                  |
| 2018      | ф  | Частная военная компания                    | 더 벙커                               | Маркус                     |
| 2019      | ф  | Звериная ярость                             | Primal                                | Ричард Лоффлер             |
| 2019      | с  | Болотная тварь                              | Swamp Thing                           | Джейсон Вудроу             |
| 2021      | ф  | Одинокий волк                               | Dangerous                             | Коул                       |
| 2024      | ф  | Эбигейл                                     | Abigail                               | Питер                      |
| 2024      | ф  | Планета обезьян: Новое царство              | Kingdom of the Planet of the Apes     | Проксимус Цезарь           |
| 2025      | ф  | Голый пистолет                              | The Naked Gun                         |                            |

## Награды и номинации
| Год  | Награда    | Категория                                         | Работа                        | Результат |
| ---- | ---------- | ------------------------------------------------- | ----------------------------- | --------- |
| 2005 | Leo Awards | Dramatic Series: Best Guest Performance by a Male | Коллекционер человеческих душ | Номинация |
| 2009 | Сатурн     | Лучшая гостевая роль в телесериале                | Остаться в живых              | Номинация |
| 2012 | Джини      | Лучший актёр второго плана                        | Citizen Gangster              | Номинация |